# Martin Fumée
 (avril 2021).
Si vous disposez d'ouvrages ou d'articles de référence ou si vous connaissez des sites web de qualité traitant du thème abordé ici, merci de compléter l'article en donnant les références utiles à sa vérifiabilité et en les liant à la section « Notes et références ».
Martin Fumée (v. 1540 - v. 1590), seigneur de Genillé, de La Roche d'Alais et de Marly-le-Chatel, est un écrivain et historien français.

## Biographie
Martin, deuxième du nom, est le neuvième fils de Martin I Fumée, chevalier, seigneur des Roches-Saint-Quentin, maître des requêtes et commissaire des aides, et de Martine d'Alès. Il est l'arrière petit-fils d'Adam Fumée et le frère de Nicolas Fumée.
Il est reçu conseiller au Parlement en 1565 à la place de son père. Il devient Gentilhomme de la Chambre du duc d'Anjou.
Il est l'auteur de plusieurs livres que décrit Alexandre Cioranescu, parmi lesquels la traduction de l'Histoire des Indes occidentales de Francisco López de Gómara. Il a aussi composé quelques facéties avec ses frères, qu'ils publièrent sous le pseudonyme de gendre d'Alcofribas, un des masques de Rabelais.

## Ouvrages

### Œuvres originales
- Histoire des troubles de Hongrie, contenant la pitoyable perte et ruine de ce royaume et les guerres advenues de ce temps en iceluy, entre les chrestiens et les Turcs, par Mart. Fumée, sieur de Genillé (1595) ;
- Du vray et parfait amour, escrit en grec, par Athénagoras, philosophe athénien, contenant les amours honestes de Theagenes et de Charide, de Phérécides et de Mélangénie (1599)[N 1]

### Traductions

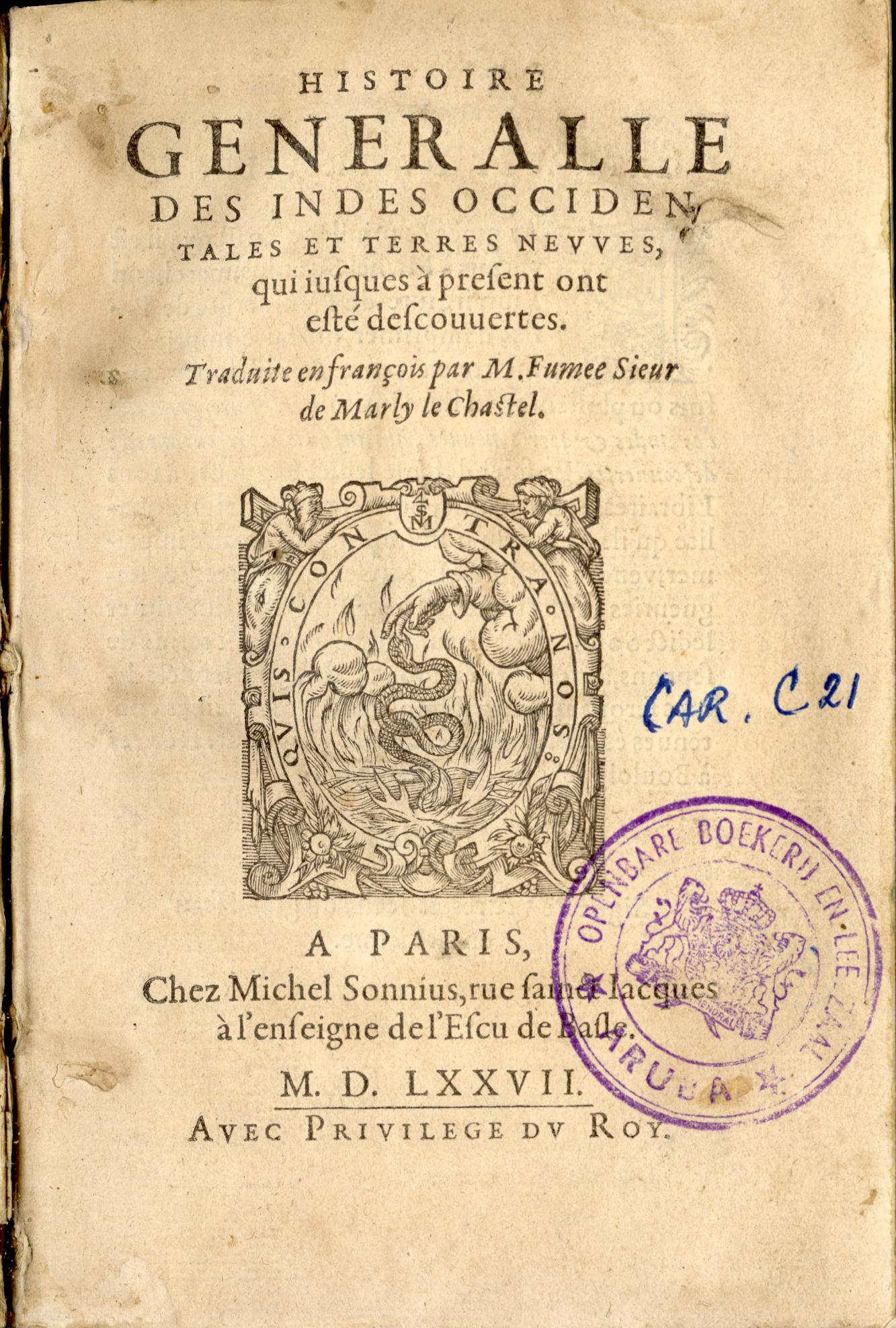
Page de titre du livre Histoire generalle des Indes Occidentales (1577)

- Francisco López de Gómara : Histoire généralle des Indes occidentales et terres neuves qui jusqu'à présent ont esté descouvertes, traduite en françois par M. Fumée, sieur de Marly le Chastel (1569)
- Procope de Césarée et Agathias : Histoire des guerres faictes par l'empereur Justinien contre les Vandales et les Goths, escrite en grec par Procope et Agathias, et mise en françois par Mart. Fumée, s. de Genillé (1587)